# St Jax Montréal
St Jax Montréal (tidigare St. James the Apostle Anglican Church) är en kyrka i Montréal i Kanada. Den ursprungliga kyrkan öppnades 1864, men har sedan dess utbyggts mycket.